# Biryani

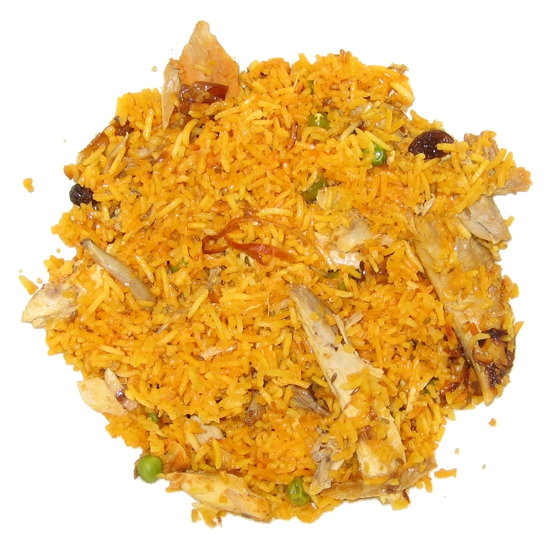
Burmesisk biryani, känd som danpauk.

Biryani är en maträtt. Det är en rispilaff som aromatiseras med en mix av olika kryddor. Det lagas oftast till festligheter. Namnet biryani eller biriani (بریانی) kommer från det persiska ordet beryan (بریان), som betyder stekt eller rostad. Biryani har sitt ursprung i Persien. De äldsta omnämningarna av rätten i Persien går tillbaka till 100-talet. Senare tog sig rätten till norra Indien och där blev den mer kryddig. Enligt historikern Lizzie Collingham utvecklades den moderna biryani i de kungliga köken i mogulriket (1526–1857) där den sammanslogs med de inhemska kryddiga risrätterna i Indien. Senare spreds biryani till andra länder i Sydasien och Mellanöstern. Rätten är populär i bl.a. Iran, Indien, Pakistan, Afghanistan, Irak, Myanmar, Indonesien, Malaysia, Singapore, Thailand, Filipinerna och Sydafrika.

## Ingredienser
Kryddorna som används för att smaksätta biryani är generellt kryddnejlika, kardemumma, kanel, muskot, ingefära, gurkmeja, koriander, spiskummin och färska blad av pepparmynta. För att biryanin ska få sin gula färg tillsätts saffran eller curry. I en icke-vegetarisk biryani, är huvudingrediensen lammkött, nötkött, kyckling, get, fisk eller räkor, även om vegetarisk biryani dock också är populär.

## Tillagningsmetod
Det finns många olika varianter av biryani med olika ingredienser men i huvudsak används bara två tillagningsmetoder. I den första metoden i en gryta bryns köttet, sedan adderas lök, eventuella grönsaker, kryddorna och riset (oftast basmati) som svettas. Vatten eller buljong hälls över så det nästan täcker riset. Locket läggs på och rätten får gå färdigt på låg värme.
I den andra tillagningsmetoden lagas rätten på förvällt ris, som i en gryta varvas med marinerade och stekta bitar av kött, stekt lök, grönsaker, mandel, russin och kryddor. Ibland blandas mjölk alternativt vatten med saffran och hälls över det varvade riset innan man lägger på locket och låter rätten får gå färdigt på låg värme så det bildas ånga i grytan och kokar färdigt ingredienserna.